# Sac de charbon

Le Sac de Charbon, ou Sac à Charbon (Caldwell 99), est la région la plus sombre de la Voie lactée.
Il s'agit d'une nébuleuse obscure, nuage de gaz et de poussières qui en s'effondrant sur eux-mêmes lorsque leur masse est suffisante, forment des étoiles.
Le Sac à Charbon est situé à environ 590 années-lumière de la Terre, dans la constellation de la Croix du Sud.
Il est situé sur la lisière sud de la Voie lactée.

## Observations
La nébuleuse est connue depuis toujours des peuples de l'hémisphère sud. Le navigateur et explorateur espagnol Vicente Yáñez Pinzón témoigna de son existence dès son retour en Europe en 1499. En raison de son opacité, la nébuleuse fut surnommée le Nuage sombre de Magellan, par opposition aux deux brillants Nuages de Magellan.

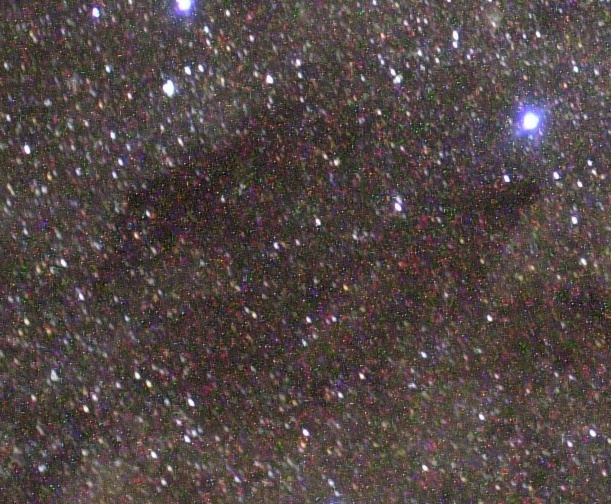